# Ренчин
Ренчин (пол. Ręczyn) — село в Польщі, у гміні Зґожелець Зґожелецького повіту Нижньосілезького воєводства.
Населення — 394 особи (2011).
У 1975-1998 роках село належало до Єленьоґурського воєводства.

## Демографія
Демографічна структура станом на 31 березня 2011 року:
|          | Загалом | Допрацездатний вік | Працездатний вік | Постпрацездатний вік |
| -------- | ------- | ------------------ | ---------------- | -------------------- |
| Чоловіки | 197     | 42                 | 139              | 16                   |
| Жінки    | 197     | 44                 | 121              | 32                   |
| Разом    | 394     | 86                 | 260              | 48                   |

## Галерея

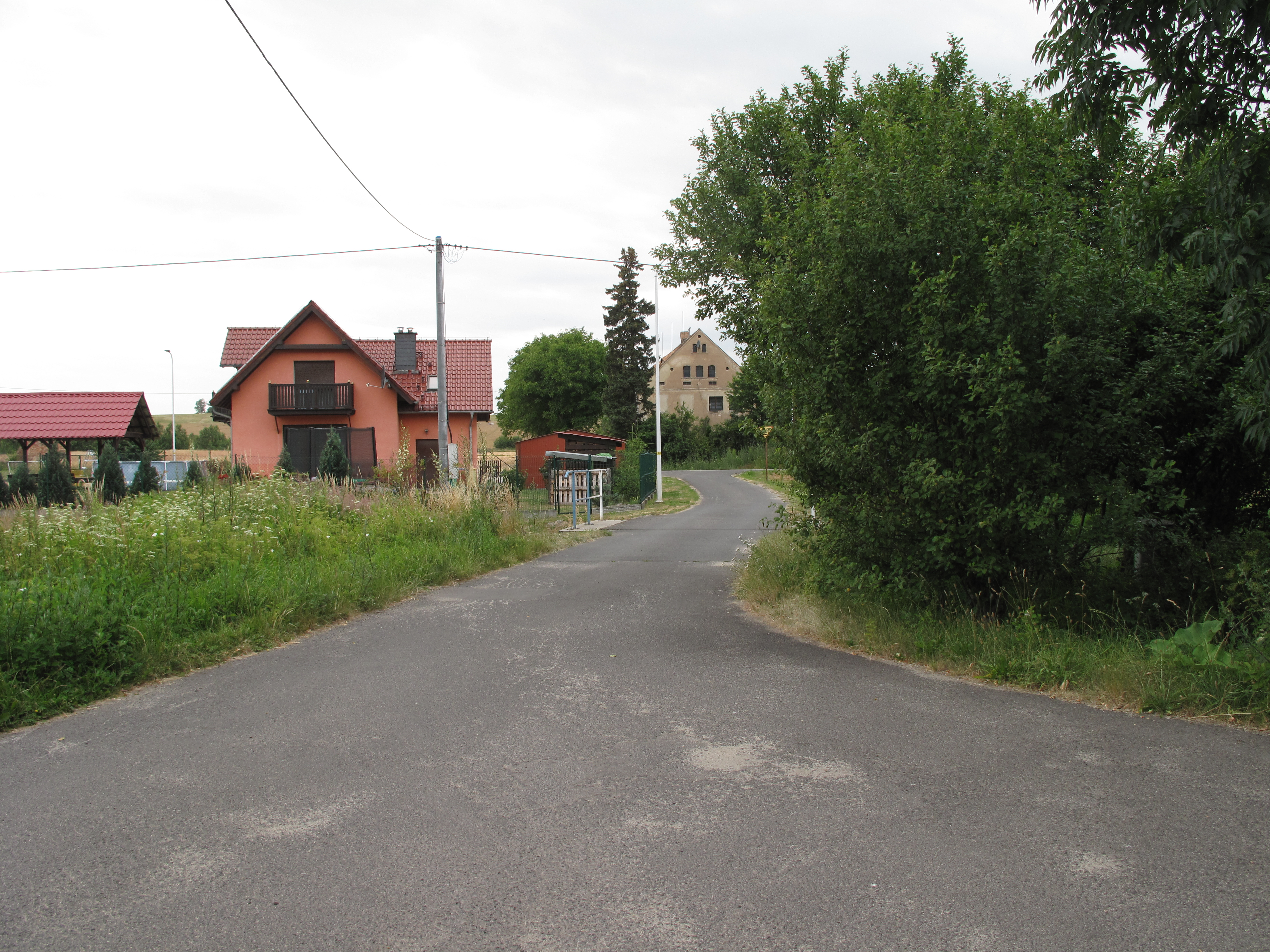
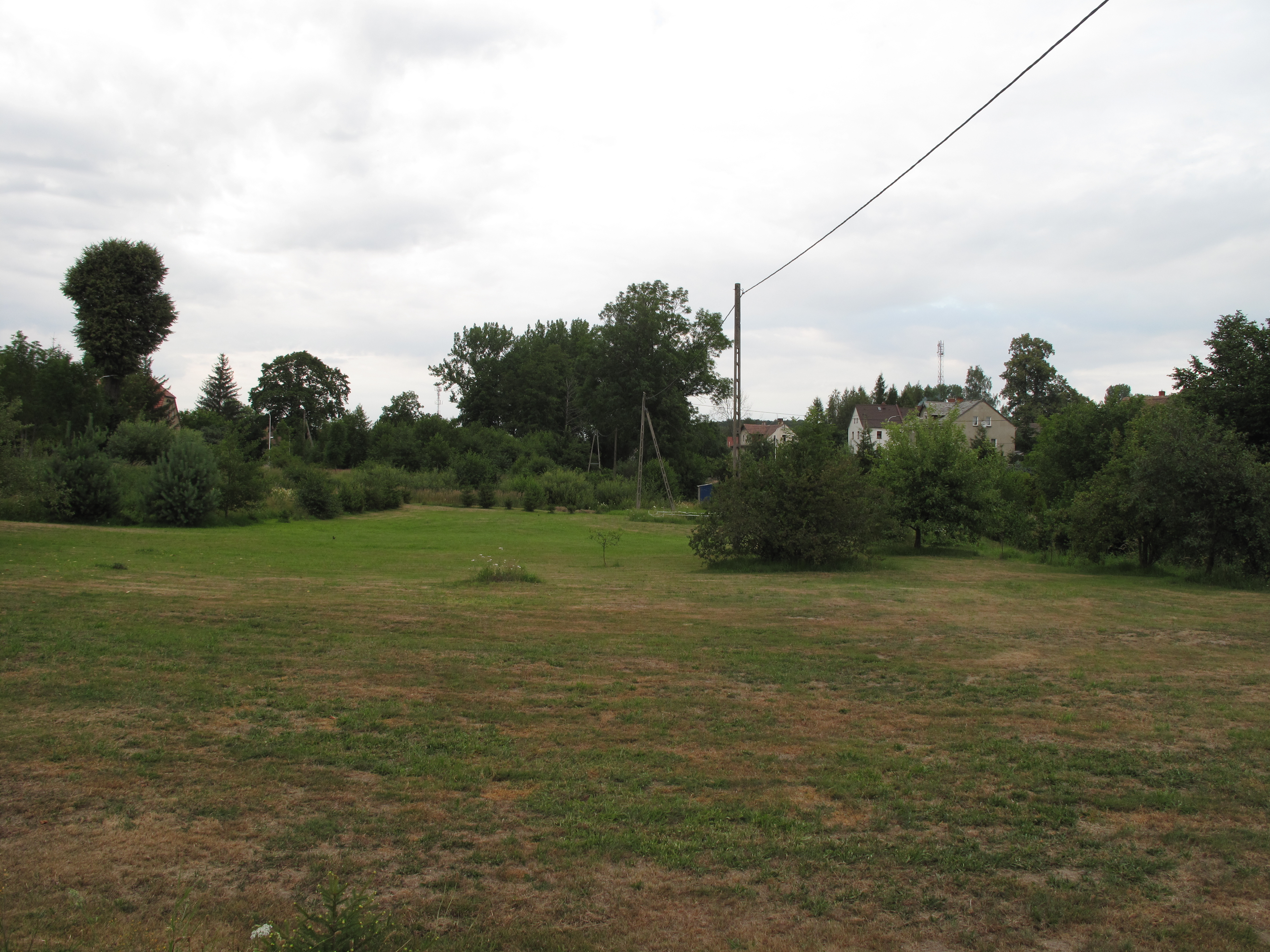
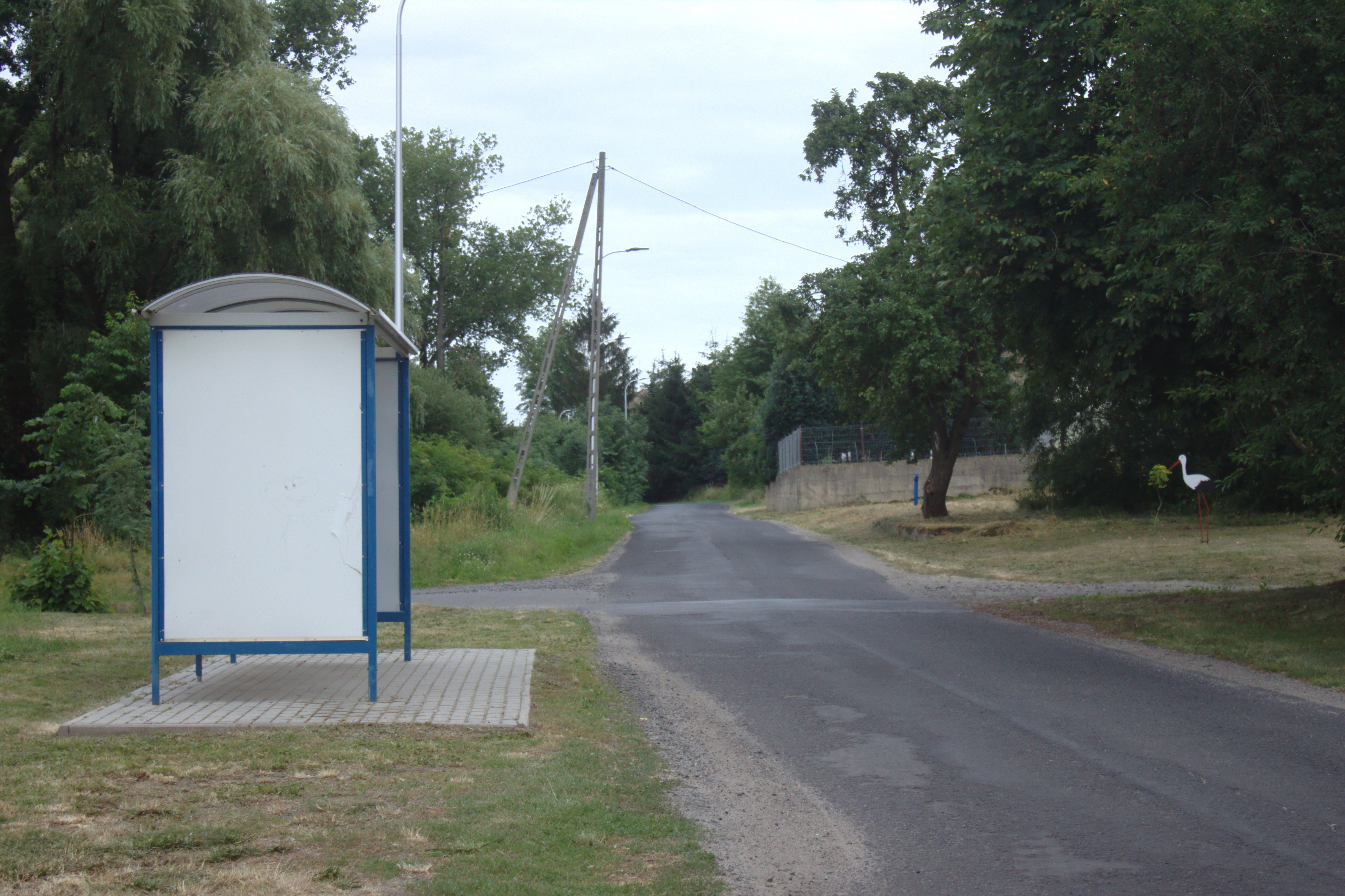
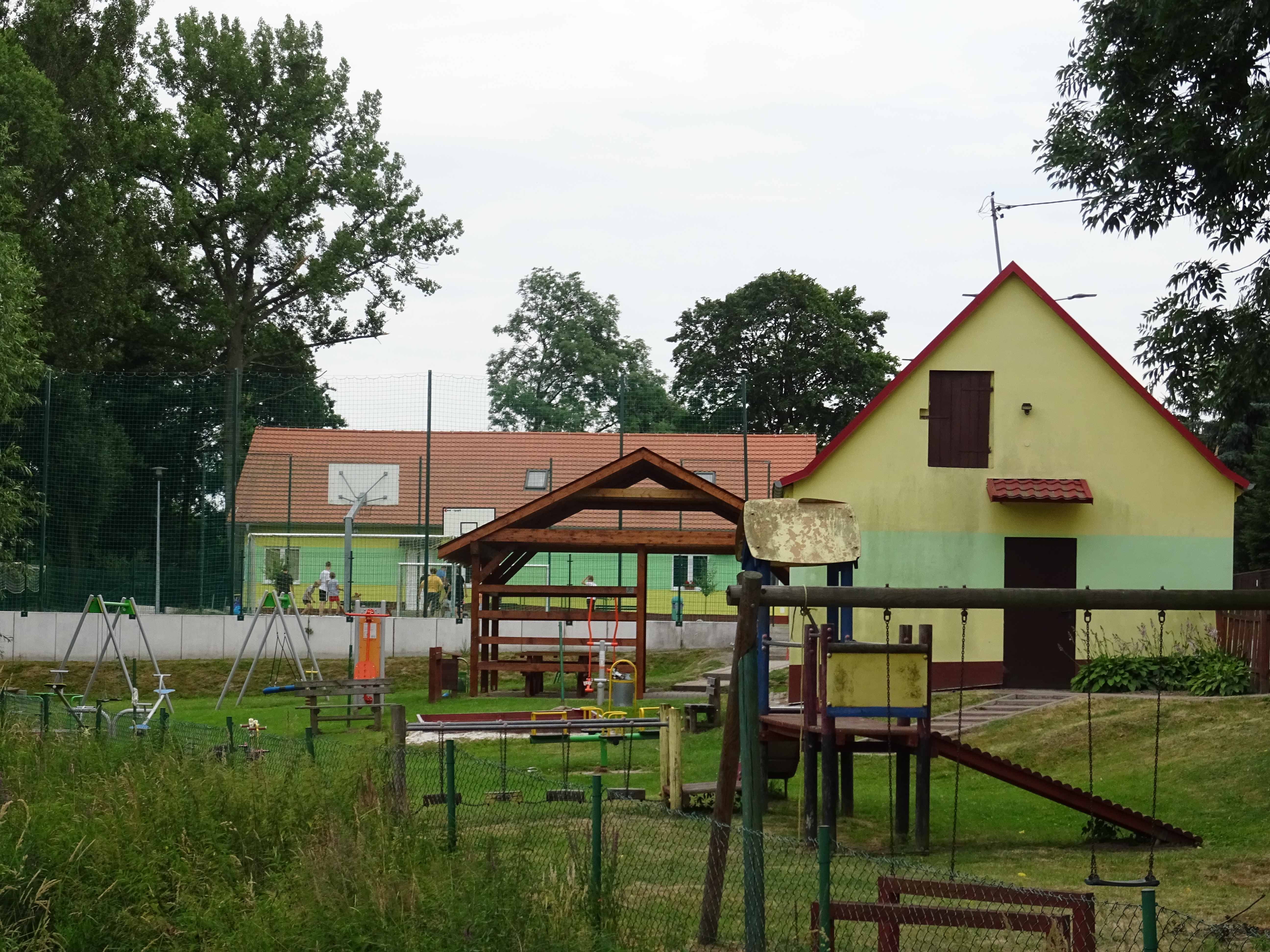